# Leucanopsis oruboides
Leucanopsis oruboides là một loài bướm đêm thuộc phân họ Arctiinae, họ Erebidae.